# Coetus Internationalis Patrum
De Coetus Internationalis Patrum was een los verband van traditionalistische concilievaders en -krachten tijdens het Tweede Vaticaans Concilie (1962-1965). Tot dit verband behoorden onder meer de kardinalen Giuseppe Siri, Francis Spellman, Michael Browne, Arcadio María Larroana, Rufino Santos, Alfredo Ottaviani, Antonio Bacci en Ernesto Ruffini. Ook behoorden tot de Coetus onder meer de bisschoppen Marcel-François Lefebvre en Antonio de Castro Mayer. Tot de coetus behoorde ook priester Gommar A. De Pauw, traditionalist, aalmoezenier en onderscheiden Amerikaanse en Vlaamse oorlogsheld.
De Coetus wierp zich als conservatief verband op tegen modernistische periti (theologen-adviseurs) en bisschoppen die tot de stroming van de Nouvelle Théologie behoorden. Tot deze groep behoorden onder meer Franz König, Hans Küng, Yves Congar, Karl Rahner, Edward Schillebeeckx en Joseph Ratzinger.
Na 1965 bleef de Coetus als contactorgaan nog enige tijd bestaan, maar na autoritatieve druk door Paulus VI hield de conservatieve weerstand tegen de liturgische en theologische vernieuwingen in georganiseerd verband op, uitgezonderd enige bisschoppen (Lefebvre en De Castro Mayer).